# Melithreptus lunatus
El mielero nuquiblanco oriental (Melithreptus lunatus) es una especie de ave paseriforme de la familia Meliphagidae propia de Australia.

## Subespecies
- Melithreptus lunatus chloropsis
- Melithreptus lunatus lunatus

## Localización
La especie y las subespecies de esta ave se encuentran localizadas en Australia.